# ОШ „Бранко Ћопић” Бјелајце
ОШ „Бранко Ћопић” једна је од основних школа у Бјелајцу. Налази се у улици Бјелајце бб. Име је добила по Бранку Ћопићу, српском и југословенском књижевнику.

## Историјат
Основна школа „Бранко Ћопић” је почела са радом 1909. године, први учитељ био је пољског порекла. Након завршетка Народноослободилачке борбе народа Југославије, школа је почела са радом 1950. године. Године 1952. преселили су се у просторије задружног дома који је основан 13. августа 1962. године, њен оснивач била је Општина Мркоњић Град. Школске 1963—1964. године, преселили су се у нову зграду изграђену средствима друштвене заједнице, као и средствима и добровољним радом мештана. Свечано отварање је било на Дан Републике 29. новембра 1963. године. До тада је носила назив Народна основна школа Бјелајце, а од свечаног отварања мења назив у Основна школа „Павао Џевер” у Бјелајцу.
Године 1962—1963. у састав су улазиле Магаљдол, Лисковица и Власиње, а 1965—1966. и друге подручне школе Баљвине, Дабрац, Шеховци, Густовара и Сурјан. Новом организацијом мреже школа на подручју општине, 1972. године из састава матичне школе у Бјелајцу, издвојене су подручне школе у Дабрацу, Сурјану и Шеховцима и ушле су у састав Основне школе у Шеховцима.
Почела је 1975—76. године радити у склопу интеграционе целине „Центар основних школа” Мркоњић Град, у чијем се саставу налазило свих шест осморазредних школа на подручју општине. Подручна школа у Дабрацу је престала са радом 1977—1978. године, а седамнаест ученика из исте је школовање наставило у школи у Бјелајцу. Године 1978—1979. по први пут у пети разред се уписују девојчице из Власиња. Године 1991. Основна школа „Павао Џевер” у Бјелајцу мења назив у Основна школа „Бранко Ћопић”. Након ратних дешавања, у школској 1998—1999. години, школа броји 94 ученика распоређена у шест одељења, у свом саставу је имала подручна одељења у школама Баљвине, Магаљдол и Густовара.